# Saint-Jean-Soleymieux
Saint-Jean-Soleymieux település Franciaországban, Loire megyében. Lakosainak száma 844 fő (2022. január 1.). Saint-Jean-Soleymieux La Chaulme, Saint-Clément-de-Valorgue, La Chapelle-en-Lafaye, Chazelles-sur-Lavieu, Chenereilles, Gumières, Margerie-Chantagret, Marols és Soleymieux községekkel határos.

## Népesség
A település népessége az elmúlt években az alábbi módon változott:
| Lakosok száma | 584  | 581  | 683  | 780  | 846  | 851  | 860  | 859  | 858  | 844  |
|               | 1968 | 1982 | 1990 | 2006 | 2013 | 2015 | 2017 | 2019 | 2020 | 2022 |